# Dự trữ vượt mức
Dự trữ vượt mức là lượng dự trữ ngân hàng, do ngân hàng nắm giữ, vượt quá mức dự trữ bắt buộc do ngân hàng trung ương quy định.
Tại Hoa Kỳ, các khoản dự trữ ngân hàng của một ngân hàng thương mại được biểu hiện bằng lượng tiền mặt và bất kỳ số dư tín dụng nào trong tài khoản tại Ngân hàng Dự trữ Liên bang (FRB) của ngân hàng đó. Việc nắm giữ các khoản dự trữ vượt mức trong thời gian dài có thể có chi phí cơ hội nếu lãi suất điều chỉnh theo rủi ro cao hơn lượng tiền có thể kiếm được theo cách khác.
Đối với các ngân hàng trong Hệ thống Dự trữ Liên bang Hoa Kỳ, dự trữ vượt mức có thể được tạo ra bởi một ngân hàng nhất định trong khoảng thời gian rất ngắn bằng cách cho vay ngắn hạn (thường là qua đêm) trên thị trường quỹ liên bang cho một ngân hàng khác mà ngân hàng đó có thể bị thiếu khoản dự trữ bắt buộc. Các ngân hàng cũng có thể chọn giữ một ít dự trữ vượt mức để tạo điều kiện cho các giao dịch sắp tới hoặc để đáp ứng các yêu cầu về số dư bù trừ theo hợp đồng.
Tổng số tín dụng FRB được giữ trong tất cả các tài khoản FRB của tất cả các ngân hàng thương mại, cùng với toàn bộ tiền và tiền mặt trong kho an toàn, tạo thành tiền cơ sở M0.

## Tác động của số dư dự trữ vượt mức đến lạm phát
Nghiên cứu của các nhân viên tại Fed đã dẫn đến kết luận rằng lãi suất trả cho các khoản dự trữ giúp giảm bớt áp lực lạm phát. Theo cơ cấu điều hành truyền thống mà ở đó ngân hàng trung ương kiểm soát lãi suất bằng cách thay đổi mức dự trữ và không trả lãi đối với lượng dự trữ vượt mức, ngân hàng trung ương sẽ cần phải loại bỏ gần như toàn bộ lượng dự trữ vượt mức này để tăng lãi suất thị trường. Bây giờ, khi ngân hàng trung ương trả lãi cho lượng dự trữ vượt mức, mối liên hệ giữa mức dự trữ và mức độ sẵn sàng cho vay của các ngân hàng thương mại bị phá vỡ. Điều đó cho phép ngân hàng trung ương tăng lãi suất thị trường bằng cách chỉ cần tăng lãi suất mà ngân hàng trung ương trả cho các khoản dự trữ mà không làm thay đổi lượng tiền dự trữ, từ đó làm giảm sự gia tăng của việc cho vay và hạn chế hoạt động kinh tế.
Nhà kinh tế học từng đoạt giải Nobel Eugene Fama cho rằng việc trả lãi cho các khoản dự trữ đã (trên thực tế) làm tăng nguồn cung của nợ ngắn hạn, thông qua các hiệu ứng cung/ cầu tiêu chuẩn, nó sẽ làm tăng lợi suất trái phiếu. Do đó, môi trường lãi suất thấp hậu khủng hoảng tài chính toàn cầu 2007-2008 vẫn tồn tại bất chấp mà không phải do các hành động của Cục Dự trữ Liên bang. Cụ thể, nhu cầu đối với tài sản phi rủi ro (gây ra bởi hiện tượng 'Dịch chuyển đầu tư theo chất lượng' hậu khủng hoảng) đã chi phối ảnh hưởng của việc trả lãi cho các khoản dự trữ dựa trên lãi suất tổng thể. Ông cũng lập luận rằng việc trả lãi cho các khoản dự trữ đã chống lại tình trạng siêu lạm phát của đồng đô la Mỹ.

## Lãi suất đối với dự trữ vượt mức

### Ở Hoa Kỳ (2008 -)
Đạo luật cứu trợ theo quy định về Dịch vụ Tài chính năm 2006 cho phép các Ngân hàng Dự trữ Liên bang trả lãi cho các khoản dư được hoặc thay mặt các tổ chức nhận tiền gửi nắm giữ tại các Ngân hàng Dự trữ, theo quy định của Hội đồng Thống đốc, có hiệu lực từ ngày 1 tháng 10 năm 2011. Quyền này đã được gia hạn bởi Đạo luật Ổn định Kinh tế Khẩn cấp năm 2008.
Vào ngày 3 tháng 10 năm 2008, Mục 128 của Đạo luật Ổn định Kinh tế Khẩn cấp năm 2008 đã cho phép các ngân hàng Dự trữ Liên bang bắt đầu trả lãi cho khoản dư dự trữ vượt mức ("IOER") cũng như dự trữ bắt buộc. Các ngân hàng của Cục Dự trữ Liên bang bắt đầu làm như vậy ba ngày sau đó. Các ngân hàng đã bắt đầu tăng lượng tiền gửi vào Fed vào đầu tháng 9, từ tổng số khoảng 10 tỷ đô la vào cuối tháng 8 năm 2008, lên 880 tỷ đô la vào cuối tuần thứ hai của tháng 1 năm 2009. Để so sánh, sự gia tăng số dư dự trữ chỉ đạt 65 tỷ đô la sau ngày 11 tháng 9 năm 2001 trước khi giảm trở lại mức bình thường trong vòng một tháng. Đề xuất cứu trợ ban đầu của Cựu Bộ trưởng Tài chính Hoa Kỳ Henry Paulson, mà theo đó chính phủ sẽ có được số chứng khoán bảo đảm bằng thế chấp trị giá lên tới 700 tỷ đô la, không có điều khoản để bắt đầu trả lãi đối với số dư dự trữ.
Một ngày trước khi thay đổi được công bố, vào ngày 7 tháng 10 năm 2008, Chủ tịch Hội đồng Thống đốc Ben Bernanke của Hệ thống Dự trữ Liên bang đã bày tỏ một vài sự không chắc chắn về nó, nói rằng, "Chúng tôi không chắc chắn về những gì chúng tôi phải trả giá để tỷ giá thị trường, bao gồm một số rủi ro tín dụng, đạt được mục tiêu đã đề ra. Chúng tôi sẽ thử nghiệm điều này và cố gắng tìm ra mức chênh lệch phù hợp."  Fed đã điều chỉnh tỷ giá vào ngày 22 tháng 10, sau khi lãi suất ban đầu mà họ đặt ra vào ngày 6 tháng 10 không giữ được mức lãi suất qua đêm chuẩn của Hoa Kỳ gần với mục tiêu trong chính sách của họ, và một lần nữa vào ngày 5 tháng 11 vì lý do tương tự.
Văn phòng Ngân sách Quốc hội ước tính rằng việc trả lãi trên số dư dự trữ sẽ khiến người nộp thuế Mỹ mất khoảng 1/10 của lãi suất 0,25% hiện tại đối với 800 tỷ USD tiền gửi.
Bắt đầu từ ngày 18 tháng 12 năm 2008, Hệ thống Dự trữ Liên bang trực tiếp thiết lập lãi suất được trả trên số dư dự trữ bắt buộc và số dư vượt mức thay vì chỉ định chúng bằng công thức dựa trên lãi suất quỹ liên bang mục tiêu. Vào ngày 13 tháng 1, Ben Bernanke cho biết, "Về nguyên tắc, lãi suất Fed trả cho dự trữ ngân hàng nên thiết lập một mức sàn cho lãi suất qua đêm, vì các ngân hàng sẽ không sẵn sàng cho vay các khoản dự trữ với lãi suất thấp hơn mức họ có thể nhận được từ Fed. Trên thực tế, lãi suất quỹ liên bang đã giảm phần nào xuống dưới mức lãi suất dự trữ trong những tháng gần đây, phản ánh khối lượng dự trữ vượt mức cao, sự thiếu kinh nghiệm của các ngân hàng với cơ chế mới và các yếu tố khác. Tuy nhiên, khi lượng dự trữ vượt mức giảm, những điều kiện tài chính được bình thường hóa, và các ngân hàng đã thích ứng với chế độ mới, chúng tôi kỳ vọng lãi suất trả cho các khoản dự trữ sẽ trở thành một công cụ hữu hiệu để kiểm soát lãi suất quỹ liên bang." 
Cũng vào ngày 13 tháng 1 năm 2009, Tuần báo Tài chính cho biết ông Bernanke đã thừa nhận rằng sự gia tăng lớn trong lượng dự trữ vượt mức của các ngân hàng đang kìm hãm các động thái chính sách tiền tệ của Fed và nỗ lực hồi sinh hoạt động cho vay của khu vực tư nhân. Vào ngày 7 tháng 1 năm 2009, Ủy ban Thị trường Mở Liên bang đã quyết định rằng, "quy mô của bảng cân đối kế toán và mức dự trữ vượt mức cần phải được giảm bớt."  Vào ngày 15 tháng 1 năm 2009, Chủ tịch Ngân hàng Dự trữ Liên bang Chicago và thành viên của Ủy ban Thị trường Mở Liên bang Charles Evans cho biết, "một khi nền kinh tế phục hồi và các điều kiện tài chính ổn định, Fed sẽ quay lại hướng tập trung truyền thống là nhắm vào lãi suất quỹ liên bang. Nó cũng sẽ phải giảm bớt quy mô sử dụng các chương trình cho vay khẩn cấp và giảm bớt quy mô của bảng cân đối kế toán cũng như mức dự trữ vượt mức. Một vài sự thu hẹp quy mô này sẽ được diễn ra một cách tự nhiên khi các điều kiện thị trường được cải thiện dựa trên cách mà các chương trình này đã được thiết kế. Tuy nhiên, những người tham gia vào thị trường tài chính cũng cần phải chuẩn bị cho việc tháo dỡ cuối cùng của các cơ sở được đặt ra trong thời kỳ hỗn loạn tài chính." 
Vào cuối tháng 1 năm 2009, số dư dự trữ vượt mức trong Hệ thống Dự trữ Liên bang là 793 tỷ đô la , nhưng chưa đầy hai tuần sau, vào ngày 11 tháng 2 năm 2009, tổng số dư dự trữ đã giảm xuống còn 603 tỷ đô la. Vào ngày 1 tháng 4 năm 2009, số dư dự trữ lại tăng lên 806 tỷ đô la. Đến tháng 8 năm 2011, chúng đã đạt 1,6 nghìn tỷ đô la.
Vào ngày 20 tháng 3 năm 2013, lượng dự trữ vượt mức là 1,76 nghìn tỷ đô la. Khi nền kinh tế bắt đầu có dấu hiệu phục hồi vào năm 2013, Fed bắt đầu lo lắng về vấn đề quan hệ công chúng mà việc trả hàng chục tỷ USD tiền lãi cho khoản dự trữ vượt mức (IOER) sẽ gây ra khi lãi suất tăng. Chủ tịch Fed của St. Louis, James B. Bullard cho biết, "việc trả cho họ khoản tiền tương đương với 50 tỷ USD [là] nhiều hơn toàn bộ lợi nhuận của các ngân hàng lớn nhất." Các ngân hàng được trích dẫn trên Thời báo tài chính cho biết Fed có thể tăng lãi suất IOER chậm hơn so với lãi suất chuẩn của quỹ Fed, và khoản dự trữ nên được chuyển ra khỏi Fed và cho các ngân hàng vay khi nền kinh tế cải thiện. Các ngân hàng nước ngoài cũng đã tăng mạnh lượng dự trữ vượt mức của họ tại Fed, điều mà Thời báo tài chính cho rằng có thể làm trầm trọng thêm vấn đề quan hệ công chúng của Fed.
Đến tháng 10 năm 2013, lượng dự trữ vượt mức tại Cục Dự trữ Liên bang đã vượt quá 2,3 nghìn tỷ đô la. Khi có dự trữ vượt mức, các khoản tiền được cung cấp sẽ tự nhiên gần bằng 0%. Ngân hàng Dự trữ Liên bang đã trả 0,25% bằng IOER trong giới hạn các điều khoản của Sec. 201 trong Đạo luật Quản lý Dịch vụ Tài chính năm 2006. (A) TỔNG QUÁT. - Số dư được duy trì tại một ngân hàng Dự trữ Liên bang được hoặc thay mặt các tổ chức nhận tiền gửi có thể nhận thu nhập do ngân hàng Dự trữ Liên bang thanh toán ít nhất một lần mỗi quý, với lãi suất không vượt quá mức lãi suất ngắn hạn chung.
Vào tháng 7 năm 2018, khoản dự trữ vượt mức đã giảm xuống còn 1,8 nghìn tỷ đô la do Ngân hàng Dự trữ Liên bang giảm bảng cân đối kế toán và nhu cầu từ nền kinh tế tăng lên. Tuy nhiên, Ngân hàng Dự trữ Liên bang hiện đang trả 1,95% trên IOER, điều này không còn nằm trong các yêu cầu về việc trả lãi suất không vượt quá mức lãi suất ngắn hạn chung. Việc thanh toán 1,95% bằng IOER khi các quỹ được cấp vốn tự nhiên gần bằng 0% là nhiều hơn nhiều so với dự định của Quốc hội. Một trong những hậu quả không mong muốn là các ngân hàng không còn cho vay khoản dự trữ vượt mức của họ nữa mà chọn nhận hơn 35 tỷ đô la một năm của lãi suất phi rủi ro từ Ngân hàng Dự trữ Liên bang.

## Các biện pháp liên quan

### Ở Scandinavia (2009 -)
Thụy Điển và Đan Mạch đã trả lãi âm đối với khoản dự trữ vượt mức (đánh thuế hiệu quả các ngân hàng vì vượt quá dự trữ bắt buộc của họ) như một biện pháp của chính sách tiền tệ mở rộng. Ngân hàng Riksbank của Thụy Điển trước đó đã trả lãi suất dương cho tất cả các khoản tiền gửi qua đêm.

### Ở Vương quốc Anh (2009 -)
Ngân hàng Anh bắt đầu trả lãi suất 0,5% cho khoản dự trữ vào ngày 5 tháng 3 năm 2009. Về mặt kỹ thuật, đây không phải là dự trữ vượt mức, bởi vì Vương quốc Anh không có khoản dự trữ bắt buộc.

## Trích dẫn
1. ↑  "American Heritage Dictionary of Business Terms, 2009". Bản gốc lưu trữ ngày 30 tháng 11 năm 2009. Truy cập ngày 10 tháng 11 năm 2022.
2. 1 2 3 4  "Todd Keister and James J. McAndrews (December 2009). "Why Are Banks Holding So Many Excess Reserves?" (PDF). New York Fed. Retrieved September 9, 2012" (PDF).
3. ↑  "Fama, Eugene (2014). "Does the Fed Control Interest Rates?". The Review of Asset Pricing Studies. 4 (1): 39–77. Archived from the original on 2014-07-18. Retrieved 5 January 2016". Bản gốc lưu trữ ngày 18 tháng 7 năm 2014. Truy cập ngày 10 tháng 11 năm 2022.{{Chú thích web}}:  Quản lý CS1: bot: trạng thái URL ban đầu không rõ (liên kết)
4. ↑  "Crescenzi, T. (December 22, 2008) "Crescenzi: Banks Sitting on $1 Trillion Cash" CNBC".
5. ↑  "Krell, E. (December 10, 2008) "What Is Wrong With TARP?" Business Finance". Bản gốc lưu trữ ngày 14 tháng 2 năm 2009. Truy cập ngày 10 tháng 11 năm 2022.{{Chú thích web}}:  Quản lý CS1: bot: trạng thái URL ban đầu không rõ (liên kết)
6. ↑  ""Text of Draft Proposal for Bailout Plan". New York Times. September 20, 2008".
7. 1 2  "Lanman, S. (October 22, 2008) "Fed Raises Rate It Pays on Banks' Reserve Balances (Update2)" Bloomberg".
8. ↑  "Federal Reserve Board of Governors (October 22, 2008) "Federal Reserve announces it will alter the formula used to determine the interest rate paid to depository institutions on excess balances" FRB Press Release".
9. ↑  "Federal Reserve Board of Governors (November 5, 2008) "Board announces it will alter formulas used to determine interest rates paid to depository institutions on required reserve balances and excess reserve balances" FRB Press Release".
10. ↑  "Federal Reserve Board of Governors (December 16, 2008) "Federal Reserve issues technical note concerning the calculation of interest rates on required reserve balances and excess balances for the maintenance periods ending December 17, 2008-December 16, 2008" FRB Press Release".
11. ↑  "Federal Reserve Board of Governors (December 31, 2008) "Interest on Required Reserve Balances and Excess Balances" accessed January 5, 2008".
12. ↑  "Wilder, R. (January 7, 2009) "FOMC minutes show the Fed is trying to think outside the box" Archived 2009-01-19 at the Wayback Machine News N Economics (excerpts of the December 15–16, 2008 Federal Open Market Committee meeting minutes)".
13. ↑  "Bernanke, B. (January 13, 2009) "The Crisis and the Policy Response" (London School of Economics)". Bản gốc lưu trữ ngày 23 tháng 1 năm 2013. Truy cập ngày 10 tháng 11 năm 2022.{{Chú thích web}}:  Quản lý CS1: bot: trạng thái URL ban đầu không rõ (liên kết)
14. ↑  "Quinn, M. (January 13, 2009) "Bernanke admits Fed struggling to revive private lending" FinancialWeek.com". Bản gốc lưu trữ ngày 25 tháng 1 năm 2016. Truy cập ngày 10 tháng 11 năm 2022.
15. ↑  "Irwin, N. (January 7, 2009) "Fed Expects Weak Economy, Fears 'Prolonged Retraction'" Washington Post".
16. ↑  "Cooke, K. (January 15, 2008) "Fed's Evans: U.S. in midst of serious recession"[dead link] Reuters".
17. ↑  "Moyer, L. (February 3, 2009) "Banks Promise Loans but Hoard Cash" Forbes".
18. 1 2 3  "Federal Reserve Bank of St. Louis (March 20, 2013) "Series: WRESBAL, Reserve Balances with Federal Reserve Banks" FRED Economic Data System".
19. ↑  "Robin Harding; Tom Braithwaite (February 18, 2013). "Fears at Fed of rate payouts to banks". Financial Times. Retrieved 20 March 2013".